# Área metropolitana de Sumter
El Área Estadística Metropolitana de Sumter, SC MSA , como la denomina la Oficina de Administración y Presupuesto, es un Área Estadística Metropolitana centrada en la ciudad de Sumter, estado de Carolina del Sur, en  Estados Unidos,  que solo abarca el condado homónimo. Su población según el censo de 2010 es de 107.456 habitantes.

## Comunidades
- Lugar designado por el censo (CDP) de Cane Savannah
- CDP de Cherryvale
- Pueblo de Dalzell
- Ciudad de East Sumter
- CDP de Horatio
- CDP de Lakewood
- Pueblo de Mayesville
- CDP de Millwood
- CDP de Mulberry
- CDP de Oakland
- CDP de Oswego
- CDP de Pinewood
- CDP de Privateer
- CDP de Rembert
- Pueblo de Shiloh
- Ciudad de South Sumter
- CDP de Stateburg
- Ciudad de Sumter
- Pueblo de Wedgefield
- CDP de Wedgewood